# Maserati Biturbo
Maserati Biturbo (рус.  Мазера́ти Битурбо) — семейство легковых автомобилей класса люкс, производившихся итальянской компанией Maserati с 1981 по 1994 год в виде двухдверных купе, четырёхдверных седанов и открытых кабриолетов.
Название Biturbo было придумано Алехандро Де Томазо (англ. Alejandro de Tomaso) для первого в мире автомобиля, оснащенного двигателем с турбонаддувом, создаваемым двумя турбинами. Модель породила целую линейку автомобилей из более чем 30 версий, выпускавшихся почти 15 лет. Считается самой массовой моделью Maserati, всего было выпущено более 35 тысяч автомобилей.

## История
Модель Biturbo, представленная в день рождения компании, 14 декабря 1981 года, ознаменовала собой наступление новой эры в истории  Maserati. План нового её владельца Алехандро Де Томазо (англ. Alejandro de Tomaso) по перевороту экономической ситуации состоял в создании компактного купе, предлагающего гоночный темперамент в сочетании с интересной ценой. Целью такой политики было привлечение новых покупателей. Продажи в Италии первой модели будущего большого семейства начались в апреле 1982 года.

## Biturbo
Элегантное спортивное купе было разработано под руководством Пьеранджело Андреани (Pierangelo Andreani), руководителя Центра стиля Maserati в то время. Внутренняя отделка автомобиля была роскошной, в салон помещались четыре человека, которых окружали кожа и дерево. 
Новый компактный V-образный шестицилиндровый двигатель с двумя турбокомпрессорами рабочим объёмом два литра развивал мощность в 180 л.с., и в сочетании с установленным сзади дифференциалом повышенного трения наделял автомобиль выдающимися динамическими характеристиками. В 1983 году была представлена более мощная в 205 л.с. версия Biturbo S, с двумя промежуточными охладителями воздуха (интеркулерами). Внешне модель отличалась двумя небольшими воздухозаборниками на капоте. В 1986 и 1987 году на обеих моделях карбюратор был заменён на систему впрыска топлива, мощность их двигателей возросла до 187 и 220 л.с. и они стали называться Biturbo i и Biturbo Si соответственно.
Всего было изготовлено 11 919 двухлитровых автомобилей Biturbo.

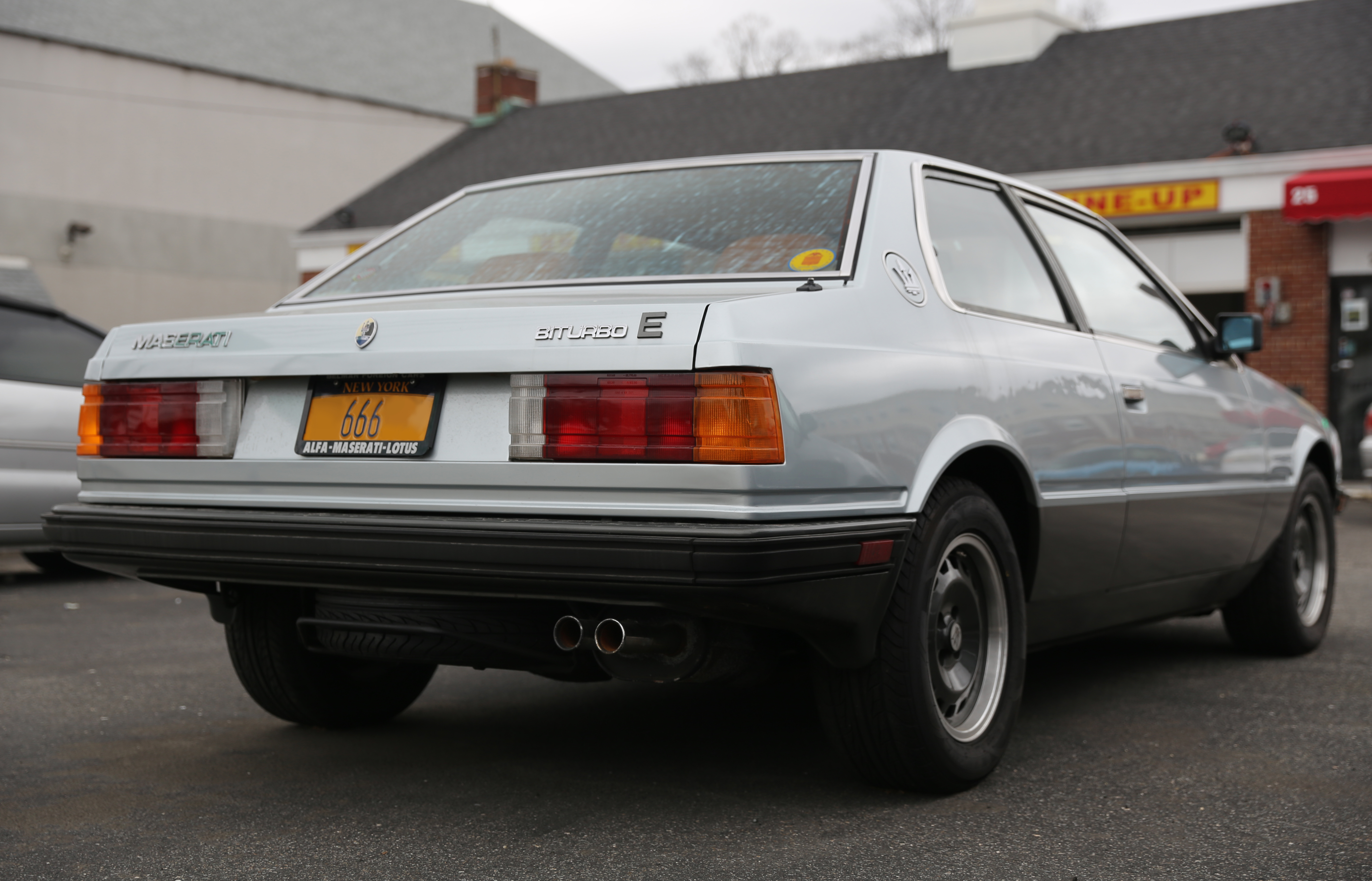
Biturbo E

Если двухлитровая версия была зарезервирована для итальянского рынка, то представленная в 1983 году модель Biturbo E с двигателем рабочим объёмом 2,5 литра мощностью 185 л.с. создавалась для экспорта. Спортивная версия с немного более мощным двигателем в 196 л.с. обозначалась как Biturbo ES. В 1987 году этот двигатель также получил систему впрыска топлива, стал развивать 188 л.с., а модель, оснащаемую им, стали называть Biturbo Si 2500. 
Всего было выпущено примерно 6,5 тысяч экспортных моделей Biturbo.

## 222
Представленная на Автосалоне в Турине в 1988 году модель 222 пришла на замену Biturbo. Первая цифра в обозначении автомобиля сообщала о том, что это двухдверная модель, вторая отсылала к рабочему объёму двухлитрового двигателя мощностью 220 л.с., а третья указывала на второе поколение моделей Biturbo.
Косметические изменения внешнего вида были выполнены Марчелло Гандини. Спереди автомобиля появилась округлая решётка радиатора, а иной формы наружные зеркала и спойлер сзади были призваны улучшить аэродинамику. В салоне установили более удобные сиденья с электроприводом. Отделка интерьера представляла собою смесь вельвета, кожи и деревянных вставок. В базовую комплектацию модели входили центральный замок и кондиционер.
С 1989 года на автомобиль, обозначенный как 2.24v стали устанавливать новый двигатель с двумя распредвалами в каждой головке и четырьмя клапанами на цилиндр. За счёт такого обновления мощность мотора удалось поднять до 245 л.с.
Всего было изготовлено 2557 двухлитровых моделей

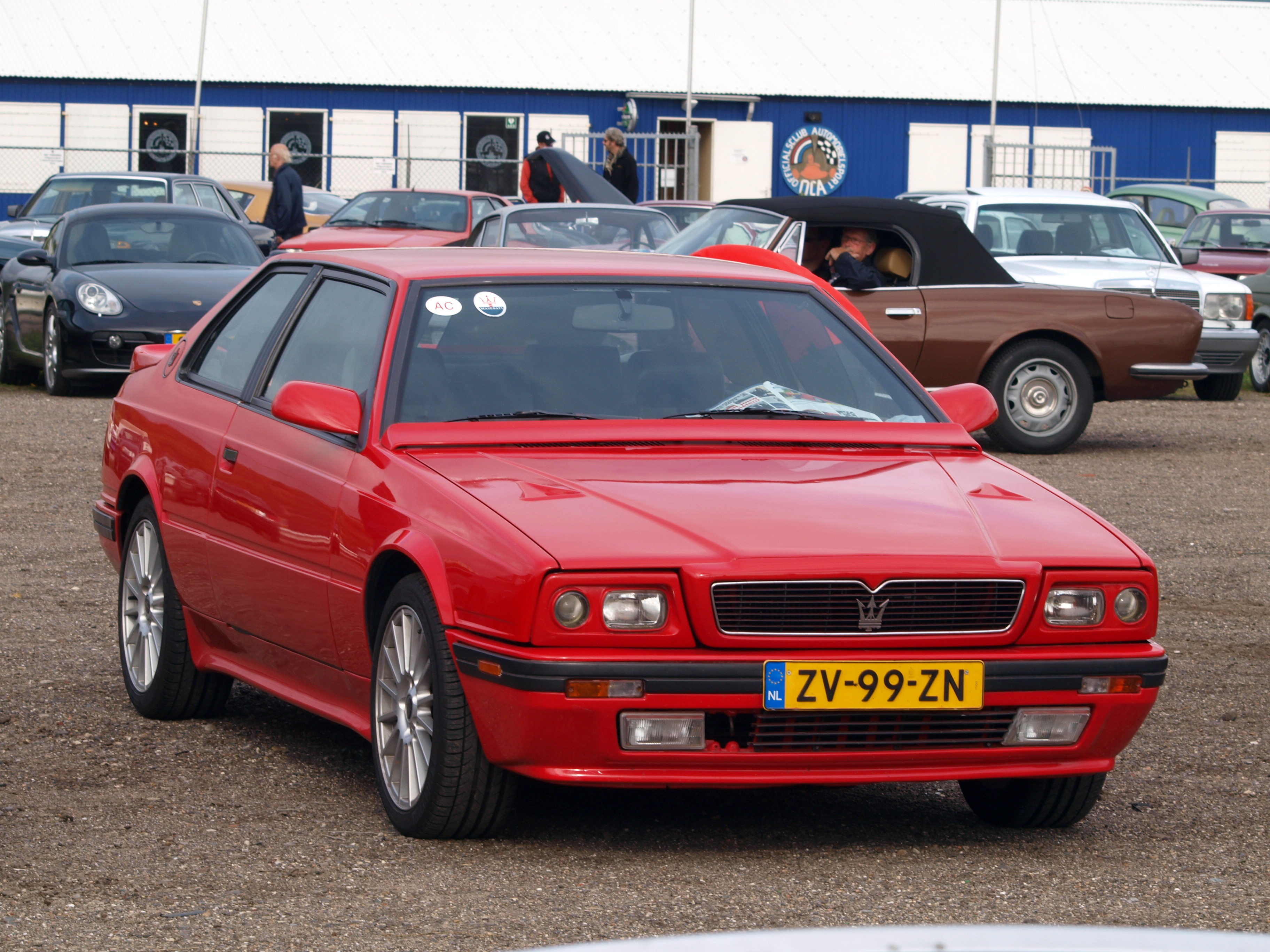
222 SR

Единственным внешним отличием, также представленной в 1988 году, экспортной модели 222 E были стандартно устанавливаемые противотуманные фары. Автомобиль оснащался 2,8-литровым двигателем мощностью 225 л.с. Менее чем через два года появилась спортивная версия 222 SE с двигателем модностью 245 л.с.
В 1991 году экспортная модель была обновлена. Названная 222 SR она получила новые фары, решётку радиатора, литые колёса с семью спицами и новое, расположенное перед ветровым стеклом, антикрыло. Технических изменений было мало, мощность двигателя осталась прежней, как опция предлагалась «умная» подвеска с электронно управляемыми амортизаторами. Чуть позже появилась очень похожая на неё модель 222.4v, оснащённая четырёхклапанным двигателем мощностью 279 л.с.
Всего было изготовлено 1073 экспортных автомобиля.

## 425
Через два года после появления модели Biturbo компания представила четырёхдверный седан, выполненный в том же стиле, но созданный на платформе с увеличенной до 2600 миллиметров колёсной базой. Наряду с более крупным автомобилем Quattroporte, модель 425 ознаменовала собой ещё один выход трезубца на конкурентный рынок люксовых седанов.
Автомобиль оборудовался новым, только что представленным 2,5-литровым двигателем мощностью 196 л.с. Благодаря мощному мотору автомобиль был очень быстрым, но при этом сохранил умеренную цену. 
В изысканном интерьере салона были установлены с эргономичные кресла с велюровой отделкой от Missoni или кожаные, на заказ. Кондиционирование воздуха предлагалось стандартно, когда как набор элегантных сумок и чемоданов предлагался за отдельную плату.
В 1987 году автомобиль получил впрысковый мотор мощностью 188 л.с. и стал называться 425i. Новый двигатель работал более плавно, лучше запускался в холодную погоду, а установленный на нём каталитический нейтрализатор позволил снизить уровень вредных выбросов.
Всего было изготовлено 2372 автомобилей модели 425.
Выпущенный в 1985 году, в первую очередь для итальянского рынка, автомобиль 420 был просто моделью 425 с двухлитровым двигателем мощностью 180 л.с. Одновременно была представлена его спортивная версия модель 420 S с форсированным до 210 л.с. мотором. Автомобиль был очень похож на модель Biturbo S, только имел четыре двери и длинную колёсную базу. Его кузов, также, окрашивался в два цвета, серебристый или красный сверху и, отделённый тёмными накладками, серый понизу.
С 1986 года на новые модели 420i и 420 Si стали устанавливать двигатели, оборудованные системой впрыска топлива и их мощность возросла до 190 и 220 л.с. соответственно.
Всего было изготовлено 3588 автомобилей этой модели.

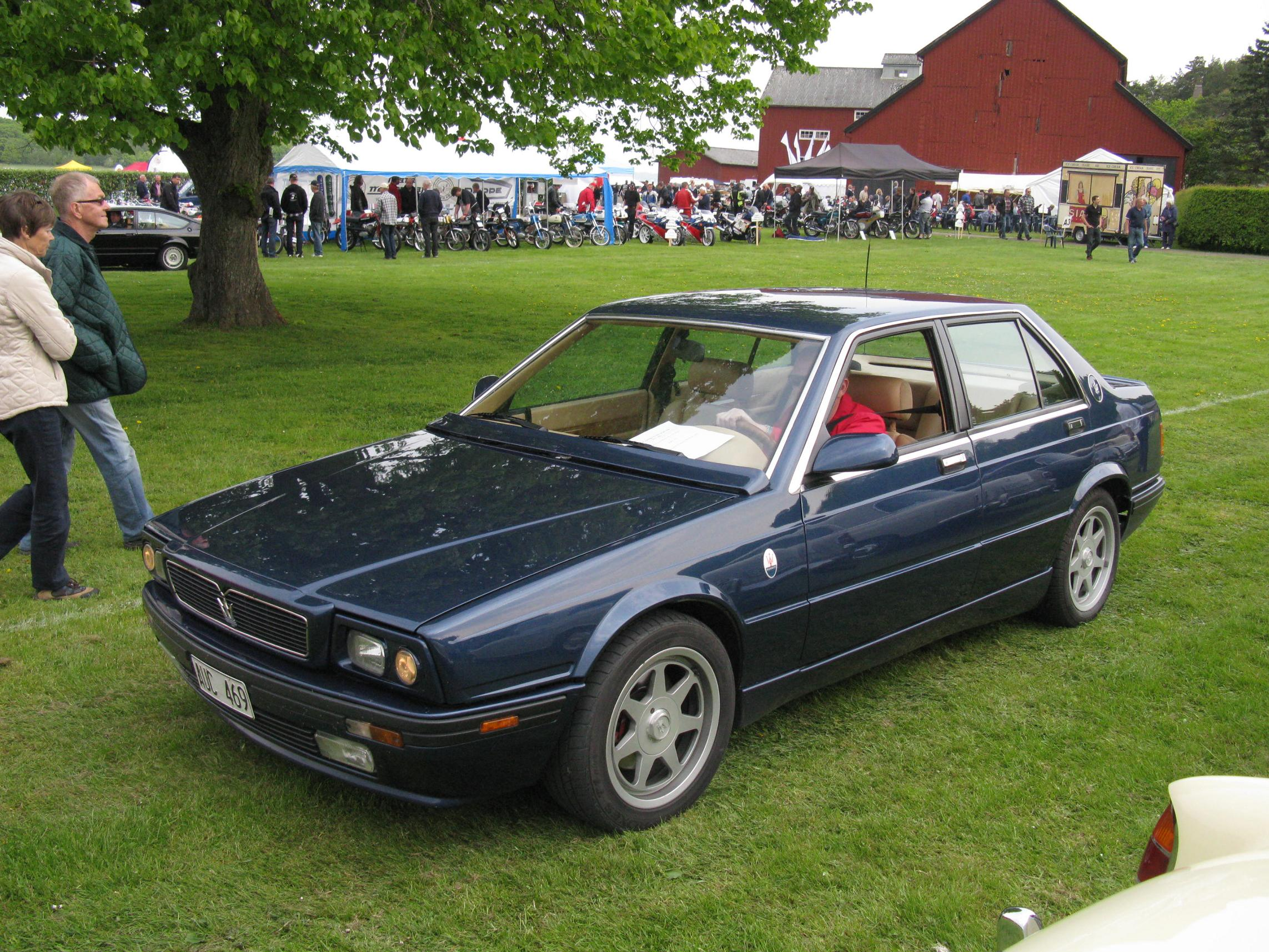
Модель 430

Появившаяся в 1987 году модель 430 первоначально продавалась параллельно с моделью 425, но с 1989 года полностью вытеснила последнюю. Автомобиль оборудовался новым 2,8-литровым двигателем. С мощностью в 250 л.с. и при наличии опционной активной подвески, эта модель располагалась на вершине рынка роскошных седанов. 
С 1991 года на автомобиль стали устанавливать четырёхклапанный двигатель мощностью 279 л.с. и он получил обозначение 430 4v, для отличия от модели с трёхклапанным двигателем, которая осталась в продаже. Оба автомобиля имели обновлённый внешний вид с новыми более низкими фарами, широкой решёткой радиатора, новыми бамперами и молдингами, литыми колёсами с семью спицами и спойлерами перед ветровым стеклом и сзади на кромке багажника.
Всего было изготовлено 1287 автомобилей с двигателем рабочим объёмом 2,8 литра.
Автомобиль 422 был представлен в 1988 году и заменил собой всю линейку моделей 420. Из внешних изменений следует отметить скруглённую решётку радиатора с хромированной окантовкой, новые зеркала заднего вида и колёса на пяти болтах. В 1990 году появилась модель 4.24v с четырёхклапанным двигателем. Темная отделка, особые бампера и накладки в сочетании с мощным антикрылом сзади, формировали образ этого изысканного спортивного седана. В конце года только для итальянского рынка вернули модель в новом оформлении, но со старым трёхклапанным мотором, которую назвали 4.18v.
Всего было изготовлено 1439 двухлитровых автомобилей.

## Spyder
Представленная в ноябре 1984 года на Автосалоне в Турине модель Spyder сочетала в себе высочайшие скоростные возможности с удовольствием от вождения открытого автомобиля. Это был первый кабриолет компании после выпускавшегося более десяти лет назад спайдера Ghibli.

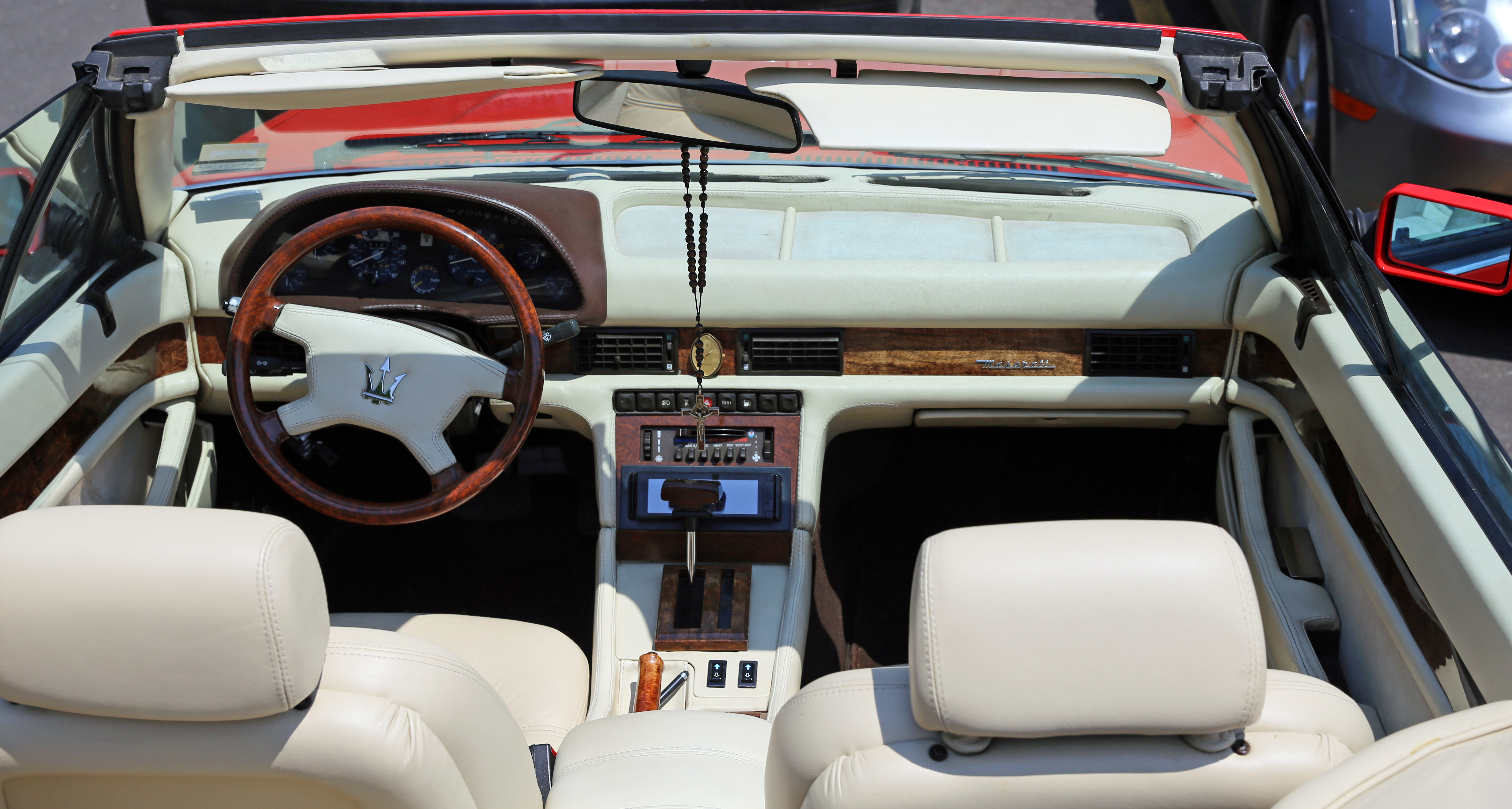

Разработанный в мастерской Zagato кузов автомобиля изготавливался в Турине, а затем перевозился в Модену для окончательной сборки. Складывающийся верх был изготовлен из алькантары, салон, как у всех автомобилей Maserati, был отделан кожей, и фирменные золотые часы красовались в центре передней панели. 
Кабриолет был создан на укороченном шасси модели Biturbo и изменялся, внешне и технически, параллельно с базовым автомобилем. Для внутреннего рынка Италии использовался тот же двухлитровый двигатель, сначала мощностью 180 л.с., после установки впрыска — 185 л.с. для модели Spyder i. У поставляемой на экспорт модели Spyder (2500) был мотор рабочим объёмом 2,5 литра мощностью 192 л.с. и 188 л.с. в варианте с впрыском топлива для модели Spyder i (2500).
С 1989 года в продажу поступил модернизированный автомобиль, названный Spyder i (1990). Его легко можно было отличить по 15-дюймовым колёсам оригинальной формы, устанавливаемым вместо применявшихся ранее 14-дюймовых. Были изменены, стали более округлыми, передний и задний бампера. На модель устанавливали впрысковый двухлитровый двигатель мощностью 220 л.с., а на экспортную модель Spyder i 1990 (2800) стали устанавливать более крупный 2,8-литровый двигатель мощностью 250 л.с.

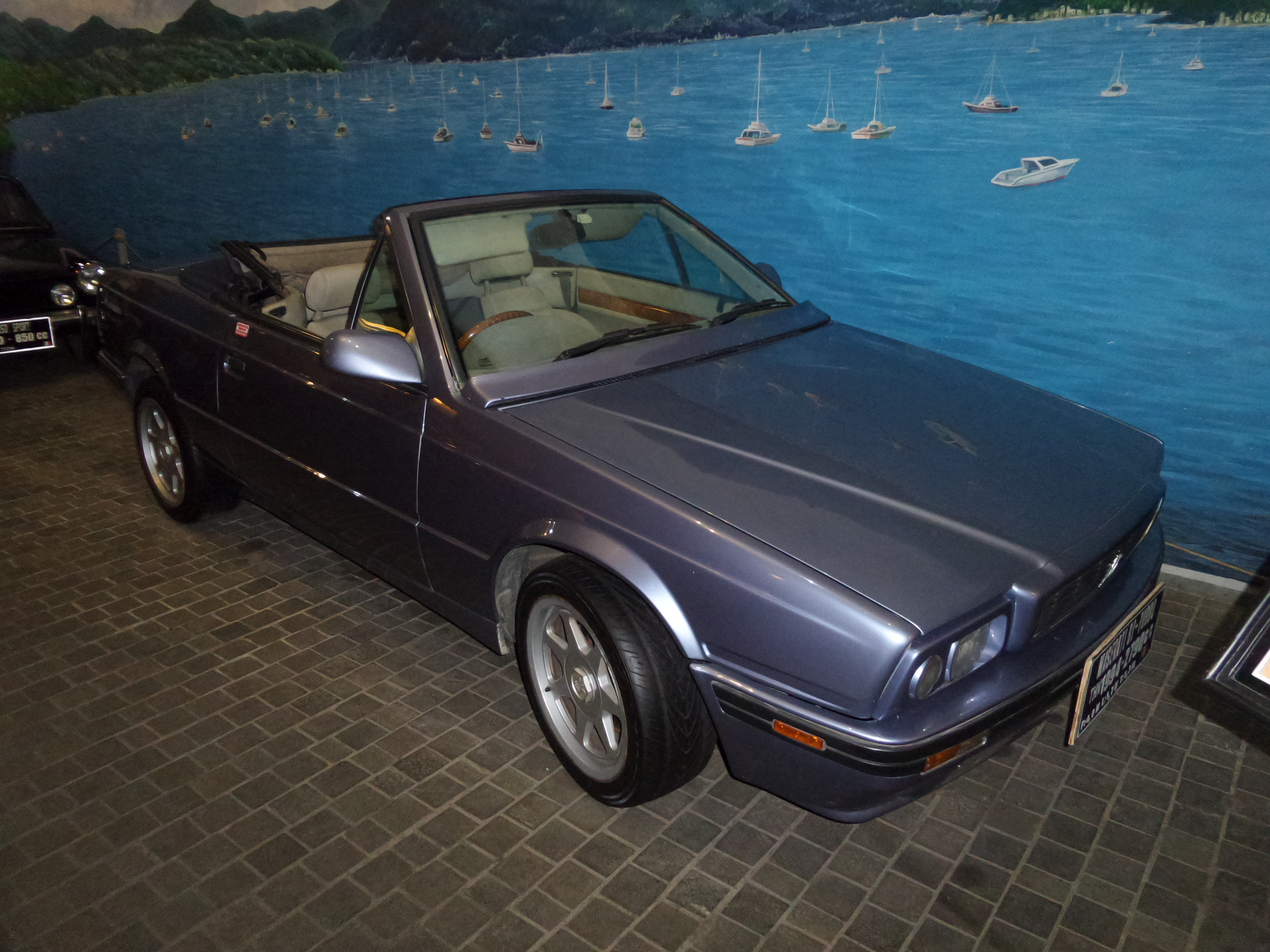
Spyder III

Следующее обновление кабриолет получил в 1991 году. Более узкие фары, массивные бампера, новые 16-дюймовые колёса с шестью спицами, оригинальное антикрыло внизу ветрового стекла, и обтекаемые наружные зеркала отличали этот автомобиль от предшественника. Двухлитровый двигатель для модели Spyder III получил четырёхклапанные головки цилиндров и стал развивать 245 л.с. 2,8-литровый мотор для модели Spyder III (2800) стали оборудовать каталитическим конвертером и его мощность упала до 225 л.с. 
Всего своих покупателей нашли 3793 открытых автомобиля.

## 228
Прототип самого большого автомобиля семейства был показан в день 70-летней годовщины компании 14 декабря 1984 года. Серийный образец представили весной 1986 года на автосалоне в Турине.

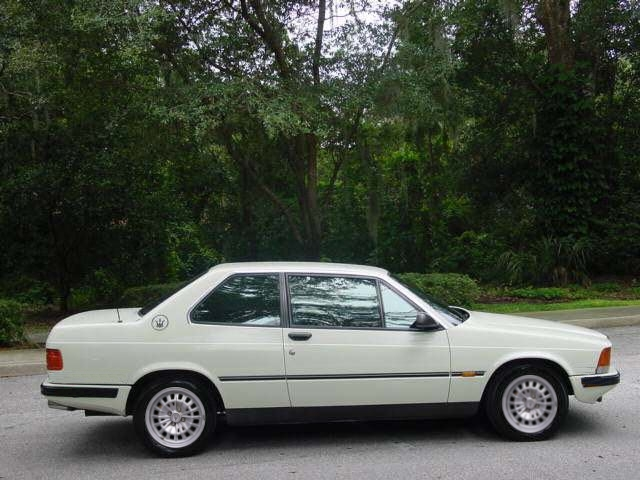

Самое крупное купе было создано на длинном шасси седана. Но, несмотря на общее внешнее сходство, новый автомобиль имел полностью оригинальный кузов. Его более мягкие округлые контуры были созданные под началом Пьеранджело Андреани (Pierangelo Andreani). Богатый интерьер с кожаными сиденьями ручной работы был украшен вставками из дерева. Как автомобиль класса люкс, модель 228 стандартно оборудовалась усилителем руля, центральной блокировкой дверей, электрическими стеклоподъёмниками. Антиблокировочная система тормозов устанавливалась по заказу.
Модель комплектовалась самым крупным 2,8-литровым двигателем, который развивал мощность 250 л.с. в базовом исполнении и 225 л.с. при установке системы очистки выхлопных газов.
Всего было изготовлено 469 автомобилей

## Racing
Представленный в декабре 1990 года автомобиль Racing был последней моделью в семействе Biturbo. Немного обновлённый внешне в стиле модели Shamal, главные изменения он прятал под капотом. 
Там располагалась та же 24-клапанная версия двухлитрового мотора, что годом ранее была представлена на модели 2.24v, но с некоторыми изменениями. Облегчённые детали  газорапределительного механизма и модернизированные турбокомпрессоры позволили увеличить степень сжатия двигателя и довести его мощность до 283 л.с. С новой коробкой передач, оснащённая подвеской с электронно управляемыми амортизаторами, модель Racing была одним из быстрейших двухлитровым автомобилем своего времени

## Двигатели

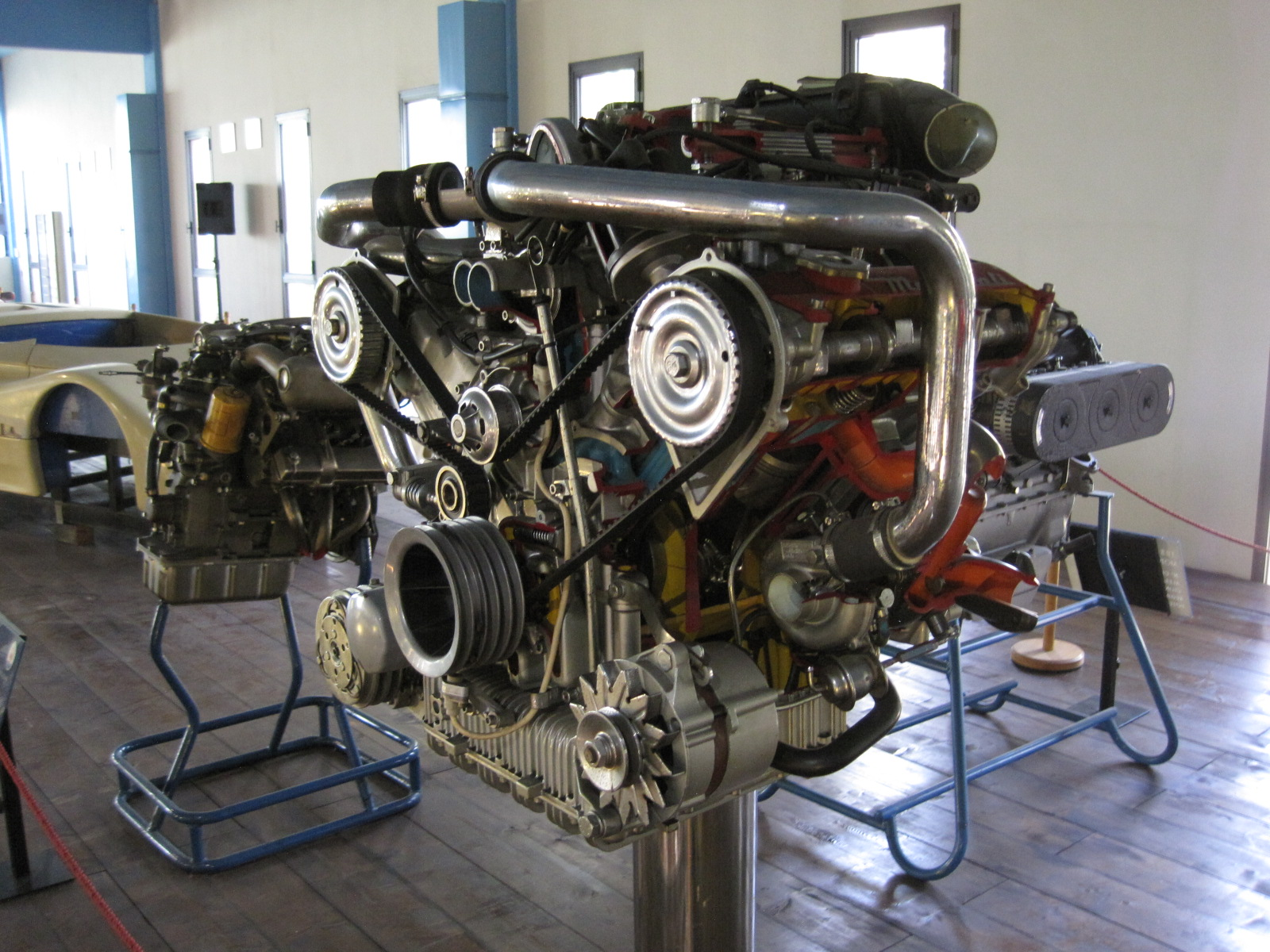

V-образный с углом развала 90°  шестицилиндровый двигатель с двумя компактными турбокомпрессорами первоначально имел по одному распредвалу в каждой головке и по три клапана на цилиндр. Один из двух впускных клапанов был больше другого, что создавало завихрение на впуске, способствующее лучшему перемешиванию горючей смеси. Вскоре после начала выпуска, двигатель стали оснащать промежуточными охладителями воздуха наддува, интеркулерами, что позволило существенно повысить его мощность. Следующим изменением двигателя стала установка на него новых головок с двумя распредвалами в каждой и четырьмя клапанами на цилиндр.
Позже была представлена 2,5-литровая версия двигателя с увеличенным диаметром цилиндра. Такой двигатель не имел интеркуллеров.
Последним появился самый большой 2,8-литровый двигатель семейства, который вскоре обзавёлся и четырёхклапанной версией.
| Тип (рабочий объём, см³) | Мощность, л.с./ обороты, об/мин | Момент, Н м/ обороты, об/мин | Количество клапанов | Интеркуллер | Питание    | Применяемость                                        |
| ------------------------ | ------------------------------- | ---------------------------- | ------------------- | ----------- | ---------- | ---------------------------------------------------- |
| 2.0 (1996)               | 180/6000                        | 253/4400                     | 18                  | нет         | карбюратор | Biturbo, 420, Spyder                                 |
| 2.0 (1996)               | 205—210/6500                    | 253/3500                     | 18                  | есть        | карбюратор | Biturbo S, 420 S                                     |
| 2.0 (1996)               | 185—190/6000                    | 255/3500                     | 18                  | нет         | впрыск     | Biturbo i, 420i, Spyder i                            |
| 2.0 (1996)               | 220/6350                        | 253/3500                     | 18                  | есть        | впрыск     | Biturbo Si, 222б 420 Si, 422, 4.18v, Spyder i (1990) |
| 2.0 (1996)               | 245/6200                        | 302/5000                     | 24                  | есть        | впрыск     | 2.24vб 4.24v, Spyder III                             |
| 2.0 (1996)               | 283/6250                        | 374/4250                     | 24                  | есть        | впрыск     | Racing                                               |
| 2.5 (2491)               | 185/5500                        | 299/3000                     | 18                  | нет         | карбюратор | Biturbo E                                            |
| 2.5 (2491)               | 196/5000                        | 278/4000                     | 18                  | нет         | карбюратор | Biturbo ES, 425, Spyder (2500)                       |
| 2.5 (2491)               | 188/5000                        | 320/3000                     | 18                  | нет         | впрыск     | Biturbo Si 2500, 425i, Spyder i (2500)               |
| 2.8 (2790)               | 225/5500                        | 363/3500                     | 18                  | есть        | впрыск     | 228, 222 E, 222 SR, Spyder III (2800)                |
| 2.8 (2790)               | 250/5600                        | 383/3600                     | 18                  | есть        | впрыск     | 228, 222 SE, 430, Spyder i 1990 (2800)               |
| 2.8 (2790)               | 279/5500                        | 431/3750                     | 24                  | есть        | впрыск     | 222.4v, 430 4v                                       |

## Модели
|                              | Кузов           | Двигатель | Годы      | Количество |
| ---------------------------- | --------------- | --------- | --------- | ---------- |
| Biturbo                      | 2-дв. купе      | V6 2.0    | 1981—1991 | 11 919     |
| Biturbo S                    | 2-дв. купе      | V6 2.0    | 1981—1991 | 11 919     |
| Biturbo i                    | 2-дв. купе      | V6 2.0    | 1981—1991 | 11 919     |
| Biturbo Si                   | 2-дв. купе      | V6 2.0    | 1981—1991 | 11 919     |
| Biturbo E                    | 2-дв. купе      | V6 2.5    | 1983—1991 | 6500       |
| Biturbo ES                   | 2-дв. купе      | V6 2.5    | 1983—1991 | 6500       |
| Biturbo Si 2500              | 2-дв. купе      | V6 2.5    | 1983—1991 | 6500       |
|                              |                 |           |           |            |
| Biturbo 222                  | 2-дв. купе      | V6 2.0    | 1988—1994 | 2575       |
| Biturbo 2.24v                | 2-дв. купе      | V6 2.0    | 1989—1994 | 2575       |
| Biturbo 222 E                | 2-дв. купе      | V6 2.8    | 1988—1994 | 1073       |
| Biturbo 222 SR               | 2-дв. купе      | V6 2.8    | 1988—1994 | 1073       |
| Biturbo 222 SE               | 2-дв. купе      | V6 2.8    | 1988—1994 | 1073       |
| Biturbo 222.4v               | 2-дв. купе      | V6 2.8    | 1988—1994 | 1073       |
|                              |                 |           |           |            |
| Biturbo 420                  | 4-дв. седан     | V6 2.0    | 1985—1988 | 3588       |
| Biturbo 420 S                | 4-дв. седан     | V6 2.0    | 1985—1988 | 3588       |
| Biturbo 420i                 | 4-дв. седан     | V6 2.0    | 1986—1988 | 3588       |
| Biturbo 420 Si               | 4-дв. седан     | V6 2.0    | 1986—1988 | 3588       |
| Biturbo 422                  | 4-дв. седан     | V6 2.0    | 1988—1994 | 1439       |
| Biturbo 4.24v                | 4-дв. седан     | V6 2.0    | 1990—1994 | 1439       |
| Biturbo 4.18v                | 4-дв. седан     | V6 2.0    | 1990—1994 | 1439       |
| Biturbo 425                  | 4-дв. седан     | V6 2.5    | 1984—1989 | 2372       |
| Biturbo 425i                 | 4-дв. седан     | V6 2.5    | 1987—1989 | 2372       |
| Biturbo 430                  | 4-дв. седан     | V6 2.8    | 1987—1991 | 1287       |
| Biturbo 430 4v               | 4-дв. седан     | V6 2.8    | 1991—1994 | 1287       |
|                              |                 |           |           |            |
| Biturbo Spider               | 2-дв. кабриолет | V6 2.0    | 1984—1989 | 3793       |
| Biturbo Spyder i             | 2-дв. кабриолет | V6 2.0    | 1984—1989 | 3793       |
| Biturbo Spyder (2500)        | 2-дв. кабриолет | V6 2.5    | 1984—1989 | 3793       |
| Biturbo Sptder i (2500)      | 2-дв. кабриолет | V6 2.5    | 1984—1989 | 3793       |
| Biturbo Spider i (1990)      | 2-дв. кабриолет | V6 2.0    | 1989—1991 | 3793       |
| Biturbo Spider i 1990 (2800) | 2-дв. кабриолет | V6 2.8    | 1989—1991 | 3793       |
| Biturbo Spider III           | 2-дв. кабриолет | V6 2.0    | 1991—1992 | 3793       |
| Biturbo Spider III (2800)    | 2-дв. кабриолет | V6 2.8    | 1991—1992 | 3793       |
|                              |                 |           |           |            |
| Biturbo 228                  | 2-дв. купе      | V6 2.8    | 1985—1992 | 469        |
|                              |                 |           |           |            |
| Biturbo Racing               | 2-дв. купе      | V6 2.0    | 1990—1992 | -          |
|                              |                 |           |           |            |
| Всего                        |                 |           |           | 35 015     |

## Комментарии
1. 1 2 3 4 5 6  Сухая масса автомобиля без технических жидкостей (охлаждающая и тормозная жидкости, моторное  и трансмиссионное масла и т.п.), меньше снаряженной массы.